# Bill Dickey
William Malcolm Dickey (6 de junho de 1907 – 12 de novembro de 1993) foi um catcher e manager da Major League Baseball, a liga profissional de beisebol dos Estados Unidos. Ele jogou por 19 anos pelo New York Yankees. Durante como sua carreira como jogador, Dickey e os Yankees foram a nove World Series, ganhando oito vezes. Ele acabou sendo eleito para o Hall da Fama do beisebol em 1954.

## Números e honras

### Estatísticas
- Média de rebatidas: 31,3%
- Home runs: 202
- Runs batted in (RBI): 1 209

### Prêmios
- 11× Selecionado para o All-Star Game (1933, 1934, 1936, 1937, 1938, 1939, 1940, 1941, 1942, 1943, 1946)
- 14× Campeão da World Series (1928, 1932, 1936, 1937, 1938, 1939, 1941, 1943, 1949, 1950, 1951, 1952, 1953, 1956)
- Camisa aposentada pelo New York Yankees (#8)